# Aleš Holubec
Aleš Holubec (wym. [ˈalɛʃ ˈɦolubɛt͡s]; ur. 13 marca 1984 w Opawie) – czeski siatkarz, grający na pozycji środkowego, reprezentant Czech. 

## Kariera klubowa
W latach 1999–2000 grał w juniorskiej sekcji Dukli Liberec, a w latach 2000–2002 w juniorskiej sekcji Hradec Kralove.
Karierę seniorską rozpoczął w 2002 roku w zespole Extraligi – VK Opava. Następnie przeszedł do klubu Aero Odolena Voda (od 2004 roku pod nazwą VK Kladno), z którym zdobył dwa mistrzostwa (w 2004 i 2005 roku) i wicemistrzostwo Czech (w 2006 roku).
W 2006 roku wyjechał do Belgii i trafił do Noliko Maaseik, gdzie spędził trzy sezony. W 2008 i 2009 roku zdobył mistrzostwo Belgii, a w latach 2007–2009 – Puchar Belgii.
W sezonie 2009/2010 przeniósł się do francuskiej drużyny {Tours VB. Od 2010 roku był zawodnikiem beniaminka Ligue A – UGS Nantes-Rezé. Od sezonu 2017/2018 do 2019/2020 występował w drużynie Dukla Liberec. Sezon 2020/2021 rozpocznie w klubie Aero Odolena Voda, w którym grał 17 lat temu.

## Sukcesy klubowe
Puchar Czech:
- 2004, 2018

Mistrzostwo Czech:
- 2004, 2005
- 2006, 2019
- 2018

Superpuchar Belgii:
- 2006, 2008

Puchar Belgii:
- 2007, 2008, 2009

Mistrzostwo Belgii:
- 2008, 2009
- 2007

Puchar CEV:
- 2008

Puchar Francji:
- 2010

Mistrzostwo Francji:
- 2010

## Sukcesy reprezentacyjne
Liga Europejska:
- 2013